# Liste Swadesh du ayizo-gbe
Pour un article plus général, voir Ayizo-gbe.
 (avril 2011).
 (mars 2025).
Si vous disposez d'ouvrages ou d'articles de référence ou si vous connaissez des sites web de qualité traitant du thème abordé ici, merci de compléter l'article en donnant les références utiles à sa vérifiabilité et en les liant à la section « Notes et références ».
Liste Swadesh du ayizo-gbe est une liste de mots de base de la langue ayizo-gbe parlée au Bénin ; cette liste comprend 104 mots avec la traduction en français.

## Présentation
Développée par le linguiste Morris Swadesh comme outil d'étude de l'évolution des langues, elle correspond à un vocabulaire de base censé se retrouver dans toutes les langues. Il en existe diverses versions, notamment :
- une version complète de 207 mots, dont certains ne se retrouvent pas dans tous les environnements (elle contient par exemple serpent et neige),
- une version réduite de 100 mots.

Il ne faut pas considérer cette liste de mots comme un lexique élémentaire permettant de communiquer avec les locuteurs de la langue considérée. Son seul but est de fournir une ouverture sur la langue, en en présentant des bases lexicales et si possible phonétiques.

## Liste
| N°  | Français                    | Ayizo-gbe Ayizɔ-nu         |
| --- | --------------------------- | -------------------------- |
| 1   | un                          | ɖe ; ɖokpo                 |
| 2   | deux                        | awe                        |
| 3   | trois                       | atɔn                       |
| 4   | quatre                      | enɛ                        |
| 5   | cinq                        | atɔɔn                      |
| 6   | dix                         | woo                        |
| 7   | vingt                       | koo                        |
| 8   | je                          | un                         |
| 9   | tu                          | a                          |
| 10  | il                          | e                          |
| 11  | nous                        | mi                         |
| 12  | vous                        | mi                         |
| 13  | ils, elles                  | ye                         |
| 14  | tête                        | taa                        |
| 15  | cheveu                      | ɖa                         |
| 16  | œil                         | nukun                      |
| 17  | oreille                     | to                         |
| 18  | nez                         | awɔntin                    |
| 19  | bouche                      | nuu                        |
| 20  | dent                        | aɖu                        |
| 21  | langue                      | ɖɛ                         |
| 22  | joue                        | alaka                      |
| 23  | cou                         | kɔ                         |
| 24  | sein                        | anɔ                        |
| 25  | cœur                        | hun                        |
| 26  | poitrine                    | akɔngonu ; akɔnnu ; akɔnmɛ |
| 27  | ventre                      | xoto                       |
| 28  | nombril                     | hɔn                        |
| 29  | intestin                    | adɔvi                      |
| 30  | dos                         | nɛgbe                      |
| 31  | taille                      | gaɖiɖi                     |
| 32  | main                        | alɔ                        |
| 33  | ongle                       | fɛn                        |
| 34  | jambe                       | afɔ                        |
| 35  | genou                       | klonu (kolonu)             |
| 36  | peau                        | awutu                      |
| 37  | os                          | xuu                        |
| 38  | corps                       | agbasaa                    |
| 39  | sang                        | ahun ; ahunsin ; akanjɔɔ   |
| 40  | salive                      | tan                        |
| 41  | visage                      | nukunmɛ                    |
| 42  | graisse                     | jo                         |
| 43  | chair                       | lan ; lantii               |
| 44  | corne (animal)              | azo                        |
| 45  | queue                       | asi                        |
| 46  | aile                        | awa                        |
| 47  | plume                       | fun ; xɛfun                |
| 48  | œuf                         | azin                       |
| 49  | oiseau                      | xɛ                         |
| 50  | poulet                      | koklo (kokolo)             |
| 51  | pintade                     | sonu                       |
| 52  | poisson                     | hwevi                      |
| 53  | chien                       | avun ; xwekanlin           |
| 54  | chevre                      | gbɔ asi                    |
| 55  | mouton                      | lɛngbɔ                     |
| 56  | mouche                      | sukpɔ                      |
| 57  | pou                         | jɔ                         |
| 58  | elephant                    | ajinnaku                   |
| 59  | buffle                      | agbo gbetɔn                |
| 60  | leopard                     | kpɔ ; gbekpɔ               |
| 61  | singe                       | azin                       |
| 62  | crocodile                   | lo                         |
| 63  | serpent                     | dan                        |
| 64  | crabe                       | agasa                      |
| 65  | crevette                    | dekɔn                      |
| 66  | arbre                       | atin                       |
| 67  | graine                      | kun                        |
| 68  | feuille                     | amaa                       |
| 69  | racine                      | aɖɔɔ ; atinɖɔɔ             |
| 70  | herbe                       | gbe                        |
| 71  | palmier (elaeis guineensis) | detin                      |
| 72  | huile de palme              | ami-vɛɛ                    |
| 73  | vin de palme                | dehan ; dehaan             |
| 74  | cola                        | avi ; golo                 |
| 75  | igname                      | te                         |
| 76  | sel                         | jɛ                         |
| 77  | corde                       | kan                        |
| 78  | feu                         | myɔ                        |
| 79  | cendre                      |                            |
| 80  | fumée                       | azizɔɔ ; azɔ               |
| 81  | sable                       | kɔɔ ; kɔɔgudu              |
| 82  | pierre                      | zannu                      |
| 83  | terre                       | ayigbaa                    |
| 84  | rue, sentier                | mɔ ; ali                   |
| 85  | montagne                    | so                         |
| 86  | soleil                      | hwe                        |
| 87  | lune                        | sun                        |
| 88  | étoile                      | sunvi                      |
| 89  | nuit                        | zan ; zanmɛ                |
| 90  | vent                        | jɛhɔɔn                     |
| 91  | eau                         | sin                        |
| 92  | fleuve                      | tɔ                         |
| 93  | six                         | ayizɛɛn                    |
| 94  | an (année)                  | xwe                        |
| 95  | personne                    | gbɛtɔ ; mɛ                 |
| 96  | homme                       | sunnu                      |
| 97  | femme                       | nyɔnu                      |
| 98  | pere                        | tɔ ; mɛtɔɔ ; daa           |
| 99  | mere                        | nɔ ; mɛnɔɔ                 |
| 100 | enfant                      | vi                         |
| 101 | mari ; époux                | asu                        |
| 102 | femme, epouse               | asi                        |
| 103 | frere et sœurs              | nɔvi ; tɔvi                |
| 104 | nom                         | nyikɔ                      |